# El Tapado

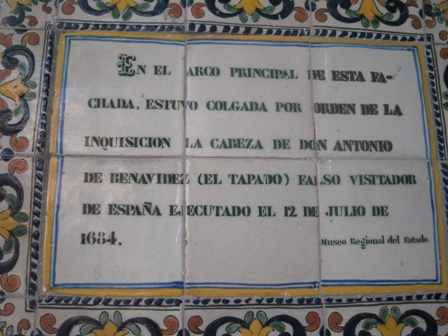
Fecha de la ejecución de El Tapado en la iglesia de la Compañía de Jesús, en Puebla.

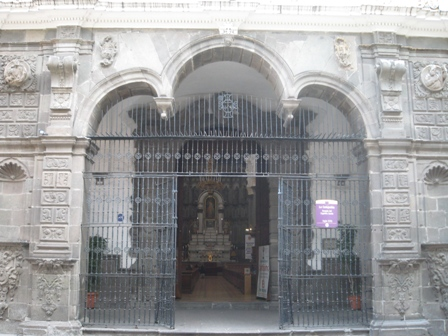
Puerta de la iglesia de la Compañía de Jesús, Puebla, donde se exhibió la cabeza de El Tapado.

El Tapado (Santo Domingo, 1627 - Ciudad de México, 12 de julio de 1684), que decía ser Antonio Benavides, marqués de San Vicente, fue un personaje misterioso que llegó a la Nueva España pretendiendo ser visitador general, gobernador de la colonia y gobernador del castillo de Acapulco, nombrado por la corte en España. 

## Biografía
Desembarcó en Veracruz el 22 de mayo de 1683, casi al mismo tiempo que el pirata Lorencillo y sus hombres invadieron y saquearon el puerto. Es posible que fuera un mensajero confidencial o un inspector enviado por la reina regente Mariana de Austria, pero fue incapaz de establecer sus credenciales.
Fue arrestado en Cuetlaxcoapa (Puebla), acusado de estar en contubernio con los piratas. Desde allí fue conducido a la Ciudad de México sujetado con grilletes. Una vez allá, un año después fue llevado al cadalso, el 12 de julio de 1684, en la plaza mayor de la ciudad. A la hora de su ejecución se observó un eclipse de Sol. La gente común, que había dado al arrestado su apodo de El Tapado (cubierto u oculto), vio el eclipse como una señal de Dios de que un hombre inocente estaba a punto de ser ejecutado. Sin embargo, las autoridades continuaron con el ahorcamiento. Después de la ejecución, y por motivos desconocidos, la cabeza de El Tapado fue llevada a la ciudad de Puebla y exhibida en la puerta de la iglesia de la Compañía de Jesús.